# Баспакколь
Баспакколь (каз. Баспақкөл, до 199? г. — Каратобе) — село в Жанакорганском районе Кызылординской области Казахстана. Административный центр и единственный населённый пункт Каратобинского сельского округа. Код КАТО — 434049100.

## Население
В 1999 году население села составляло 1676 человек (862 мужчины и 814 женщин). По данным переписи 2009 года, в селе проживало 1756 человек (908 мужчин и 848 женщин).